# Lotus 79
Lotus 79 是一臺於 1977 年末設計的一級方程式賽車，設計者爲蓮花車隊團隊中的 Colin Chapman， Geoff Aldridge， Martin Ogilvie， Tony Rudd， Tony Southgate 和 Peter Wright。Lotus 79 是第一臺完全利用了地面效應所致的空氣動力學優勢的 F1 賽車。
在其生命週期中， Lotus 79 獲取了 7 場勝利、 10 次頭位與 121 分，並且爲蓮花車隊贏得了最後的的車手與賽車設計的世界大獎。 Lotus 79 被認爲是推動 F1 方程式進入現代空氣動力學紀元的標誌。在 Rubens Barrichello 於 2000 年在古德伍德速度節駕駛 Lotus 79 後，他稱讚了其“非凡的抓地力和牽引力”，並聲稱“它感覺就像一臺現代的 F1 大獎賽賽車”。

## 引用
1. ↑  .   [2024-04-30]. （原始内容存档于2021-06-28）.
2. ↑  F1 Racing Magazine, August 2000.